# Castiglione d'Orcia
Castiglione d'Orcia é uma comuna italiana da região da Toscana, província de Siena, com cerca de 2.505 habitantes. Estende-se por uma área de 141 km², tendo uma densidade populacional de 18 hab/km². Faz fronteira com Abbadia San Salvatore, Castel del Piano (GR), Montalcino, Pienza, Radicofani, San Quirico d'Orcia, Seggiano (GR).

## Demografia
| Variação demográfica do município entre 1861 e 2011                               |
|                                                                                   |
| Fonte: Istituto Nazionale di Statistica (ISTAT) - Elaboração gráfica da Wikipedia |